# Дворьково
Дворьково — деревня в Струго-Красненском районе Псковской области России. Входит в состав сельского поселения «Новосельская волость».

## География
Находится на северо-востоке региона, в южной части района, в лесной местности у р. Межник.
Уличная сеть не развита.

## История
Согласно Закону Псковской области от 28 февраля 2005 года деревня Дворьково вошла в состав образованного муниципального образования Цапельская волость.
До апреля 2015 года деревня Дворьково входила в Цапельскую волость.
В соответствии с Законом Псковской области от 30 марта 2015 года № 1508-ОЗ деревня Дворьково, вместе с другими селениями упраздненной Цапельской волости, вошла в состав образованного муниципального образования Новосельская волость.

## Население
| 2001 | 2002 | 2010 | 2011 |
| ---- | ---- | ---- | ---- |
| 15   | ↘10  | ↗11  | ↗12  |

## Инфраструктура
Личное подсобное хозяйство. Вывоз леса, деревообработка.
Почтовое отделение, обслуживающее д. Дворьково, — 181126; расположено в д. Ротный Двор.

## Транспорт
Просёлочные дороги, одна из них через д. Ротный Двор ведет к федеральной автодороге Р-23.